# 파로디우스 (비디오 게임)
《파로디우스: 문어는 지구를 구한다》(영어: Parodius, 일본어: パロディウス 〜タコは地球を救う〜)는 코나미가 제작한 종스크롤 진행형 슈팅 게임이다. 《파로디우스》 시리즈의 첫 번째 게임으로, MSX 컴퓨터로 개발돼 1988년 4월 28일 일본서 출시됐다.
《그라디우스》 시리즈와 유사하게 자유롭게 무기를 획득하는 게임플레이와 《트윈비》의 파워업 시스템을 조합한 것이 특징이다. 《남극탐험》, 《힘내라 고에몽》, 《마성전설》 등 코나미 게임 캐릭터들이 대거 등장한다.

## 출시
《파로디우스》는 1988년 4월 28일 MSX로 최초로 발매됐다. 1998년, 플레이스테이션용 합본 《코나미 앤티크스 컬렉션 Vol. 3》에 수록됐다. 2006년과 2007년에는 일본의 자바 휴대 전화 기기용으로 이식판이 발매됐다.
2007년에 플레이스테이션 포터블용 합본 《파로디우스 포터블》에 수록됐다. 이 합본에서는 그래픽이 강화됐다. 그 외 버추얼 콘솔 디지털 플랫폼으로 Wii용이 2010년 1월 12일, Wii U용이 2013년 12월 25일 일본 지역에서 출시됐다. 2014년 4월 11일, D4 엔터프라이즈가 운영하는 윈도우 디지털 상점 프로젝트 EGG에 MSX판이 발매됐다.

## 반응
1992년 〈일렉트로닉 게이밍 먼슬리〉는 '미국에 발매되지 않는 최고의 게임' 부문에 《파로디우스》를 선정했다.

## 참조

### 참고주
1. ↑  “パロディウス (PC)”. Konami. 2015년 5월 7일에 원본 문서에서 보존된 문서. 2015년 1월 26일에 확인함.
2. ↑  “Electronic Gaming Monthly's Buyer's Guide”. 《Electronic Gaming Monthly》. 틀:Volume needed호. 1993.